# 克孜勒镇
克孜勒镇，是中华人民共和国新疆维吾尔自治区阿克苏地区温宿县下辖的一个乡镇级行政单位。

## 行政区划
克孜勒镇下辖以下地区：
其克特村、艾尔肯吐尔村、巴夏克其村、乌克铁热克村、依尔玛村、古洛克村、加格达村、吾格仑村、帕曼村、喀力克村、喀拉萨村和通吐尔村。